# Jelena Milić
Jelena Milić (en serbi, Јелена Милић) (Belgrad, 15 de gener de 1965) és una politòloga sèrbia.
És una analista política sèrbia i directora del Centre d'Estudis Euro-Atlàntic (CEAS), amb seu a Belgrad, que monitora i analitza les tendències de les democràcies occidentals i promou la filiació plena i activa dels països a la Unió Europea i a l'OTAN des de la seva creació en 2007.
A nivell d'estudis, és enginyera de física nuclear.